# 남위 31도
남위 31도는 적도로부터 남쪽으로 31도 떨어진 위선이다. 대서양, 아프리카, 인도양, 오스트레일리아, 태평양, 남아메리카를 지난다. 
이 위도에서의 일조시간은 하지일 때 14시간 10분, 동지일 때 10시간 8분이다.

## 지나가는 지역
남위 31도선은 본초 자오선에서 동쪽 방향으로 다음 지역들을 지나간다.
| 좌표                                                    | 국가·지역·해역    | 비고                                                                                          |
| ------------------------------------------------------- | ----------------- | --------------------------------------------------------------------------------------------- |
| 남위 31° 0′ 동경 0° 0′  / 남위 31.000° 동경 0.000°      | 대서양            |                                                                                               |
| 남위 31° 0′ 동경 17° 40′  / 남위 31.000° 동경 17.667°   | 남아프리카 공화국 | 노던케이프주 - 약 20km 웨스턴케이프주 노던케이프주 이스턴케이프주 콰줄루나탈주 - 약 13km 지점 |
| 남위 31° 0′ 동경 30° 16′  / 남위 31.000° 동경 30.267°   | 인도양            |                                                                                               |
| 남위 31° 0′ 동경 115° 19′  / 남위 31.000° 동경 115.317° | 오스트레일리아    | 웨스턴오스트레일리아주 사우스오스트레일리아주 뉴사우스웨일스주                                |
| 남위 31° 0′ 동경 153° 2′  / 남위 31.000° 동경 153.033°  | 태평양            |                                                                                               |
| 남위 31° 0′ 서경 71° 39′  / 남위 31.000° 서경 71.650°   | 칠레              | 코킴보주                                                                                      |
| 남위 31° 0′ 서경 70° 17′  / 남위 31.000° 서경 70.283°   | 아르헨티나        | 산후안주 라리오하주 코르도바주 산타페 엔트레리오스주                                          |
| 남위 31° 0′ 서경 57° 52′  / 남위 31.000° 서경 57.867°   | 우루과이          |                                                                                               |
| 남위 31° 0′ 서경 55° 53′  / 남위 31.000° 서경 55.883°   | 브라질            | 히우그란지두술주 - 약 13km 지점                                                               |
| 남위 31° 0′ 서경 55° 45′  / 남위 31.000° 서경 55.750°   | 우루과이          |                                                                                               |
| 남위 31° 0′ 서경 55° 26′  / 남위 31.000° 서경 55.433°   | 브라질            | 히우그란지두술주                                                                              |
| 남위 31° 0′ 서경 50° 41′  / 남위 31.000° 서경 50.683°   | 대서양            |                                                                                               |

## 같이 보기
- 남위 30도
- 남위 32도